# Rinodina beccariana
Rinodina beccariana är en lavart som beskrevs av Bagl. Rinodina beccariana ingår i släktet Rinodina och familjen Physciaceae.   Inga underarter finns listade i Catalogue of Life.

## Källor

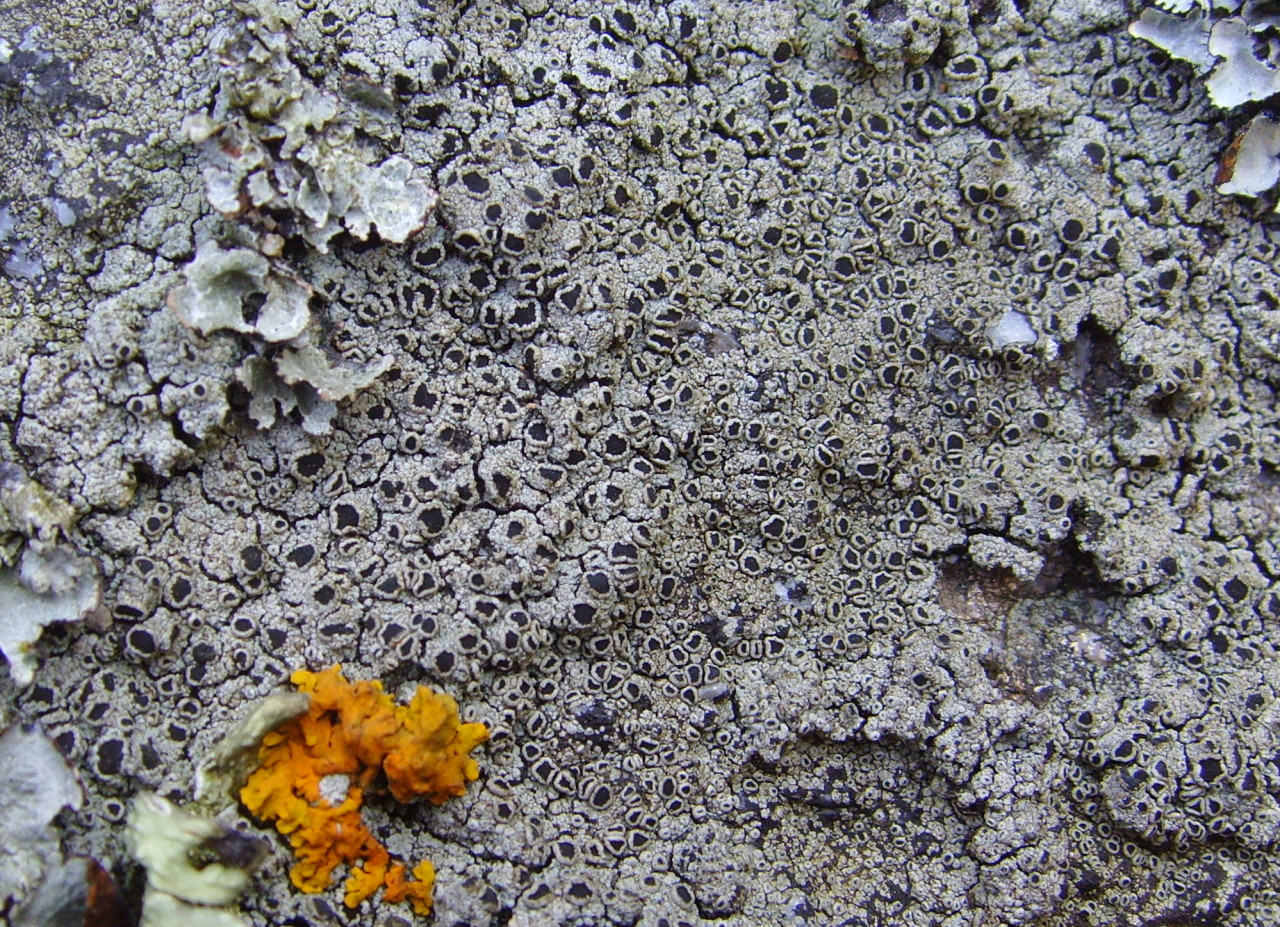